# Nicola Di Iorio
Nicola Di Iorio est un avocat et homme politique canadien. Il est d'octobre 2015 au 29 janvier 2019 député libéral de la circonscription de Saint-Léonard—Saint-Michel à la Chambre des communes du Canada.

## Biographie
Nicola Di Iorio obtient un baccalauréat en droit de l'Université de Sherbrooke en 1981 ainsi qu'une maîtrise en droit de l'université Columbia en 1983, et est admis au Barreau du Québec la même année. Il s'est spécialisé en droit du travail et de l'emploi, en droits de la personne et en droit administratif. Il est directeur des Éditions Revue de droit de l’Université de Sherbrooke de 1984 à 1987 et co-auteur de deux ouvrages sur les normes du travail ainsi qu'auteur de plusieurs articles dans des revues spécialisées. Il enseigne le droit du travail, le droit administratif et les libertés publiques dans diverses universités québécoises ainsi qu'à l'École de formation professionnelle du Barreau du Québec.
De 1991 à 2014, il est partenaire de la firme Heenan Blaikie, et de 2014 à 2018 partenaire chez Langlois Kronström Desjardins, devenue Langlois avocats en 2016. Depuis août 2018, il travaille chez BCF Avocats d'affaires.
En juillet 2010, un grave accident de la route dont est victime la fille de Nicola Di Iorio, victime d'un chauffard roulant à grande vitesse et ayant perdu le contrôle de son véhicule,, l'amène à fonder l'initiative Cool Taxi, un système de coupons prépayés pouvant être utilisés pour payer des courses de taxi. Son passage à l'émission Tout le monde en parle le 17 octobre 2010 dans le cadre de sa campagne de sensibilisation reliée à cet accident le fait connaître du grand public.

### Carrière politique
Le 5 mai 2015, Nicola Di Iorio annonce son intention d'être candidat libéral dans la circonscription montréalaise de Saint-Léonard—Saint-Michel, à la suite de la suspension du député en fonction Massimo Pacetti du caucus libéral à cause d'une affaire d'inconduite sexuelle. Le 11 juin suivant, il remporte le vote d'investiture, non sans être accusé par un adversaire de ne pas respecter les règles du parti en donnant des cartes de membre plutôt que de les vendre. Lors des élections générales du 19 octobre 2015, il défait largement ses adversaires, obtenant 65 % des voix dans une circonscription qui est tout de même depuis longtemps un château fort libéral.

### Démission
Le 25 avril 2018, Nicola Di Iorio annonce sa démission pour raisons personnelles et se joint en août au cabinet BCF Avocats d'affaires. Cette démission devait être effective à l'été, mais en septembre Di Iorio annonce qu'il annule sa démission et entend rester en poste. Cette annonce crée une confusion car son parti affirme qu'il démissionnera toujours, quoiqu'à une date non déterminée. Son absence au Parlement lors de la session d'automne déplait à ses collègues députés, même si lui-même affirme qu'elle est justifiée par une mission non-explicitée que lui aurait confié le premier ministre,. Le 6 novembre, Di Iorio annonce que sa démission sera effective au 22 janvier 2019, et selon le whip libéral Mark Holland, il aurait aussi décidé de renoncer à son salaire pour la période où il était absent des Communes.
Le Nouveau Parti démocratique, deuxième parti d'opposition, n'accepte pas que le député Di Iorio touche encore son salaire malgré son absentéisme, et saisit le Commissaire aux conflits d’intérêts et à l’éthique du cas. Au jour prévu pour sa démission, le 22 janvier 2019, Di Iorio annonce qu'il fait un don de 100 000 $ CAN pour soutenir la lutte contre l'alcool au volant, sans annoncer à qui précisément irait cette somme. Cependant, il ne démissionne pas effectivement avant le 29 janvier, car il désire prendre une dernière fois la parole à la Chambre des communes pour répondre à ses détracteurs, ; à cette occasion, il rapporte que le Commissaire aux conflits d’intérêts et à l’éthique a conclu le 11 janvier qu'une enquête ne s'imposait pas dans son cas.

### Don pour la lutte contre la conduite avec les facultés affaiblies
En février 2019, Nicola Di Iorio annonce que le don d'une partie de son salaire de député annoncé en janvier n'irait pas à un organisme existant, mais à une nouvelle structure qu'il mettra en place à une date future et avec la contribution de partenaires non identifiés.

## Distinctions
- 2017 : Avocat émérite, Barreau du Québec[22].